# Scaphisoma coeruleum
Scaphisoma coeruleum – gatunek chrząszcza z rodziny kusakowatych, podrodziny łodzikowatych i plemienia Scaphisomatini.
Gatunek ten opisany został w 2002 roku przez Ivana Löbla na podstawie okazów odłowionych w 1968 roku.
Chrząszcz o ciele długości 1,5 mm, ubarwiony ciemno, metalicznie zielono lub niebiesko z czarnym spodem tułowia i odwłoka, ciemnobrązowymi odnóżami i ochrowymi czułkami. Trzeci człon czułków jest u niego tylko półtora raza dłuższy niż szerszy, co odróżnia go od S. papua. Przedplecze jest bardzo krótko owłosione, o punktowaniu gęstym, bardzo delikatnym i płytkim. Pokrywy są słabo zwężone u nasady, najszersze z tyłu nasadowej ⅓. Tylna para skrzydeł jest bardzo silnie zredukowana. Samiec ma symetryczne, rozszerzone ku szczytom paramery oraz długi edeagus o falistym wyrostku szczytowym.
Owad endemiczny dla Papui-Nowej Gwinei, znany tylko z Góry Wilhelma. Spotykany na wysokości 3200–3600 m n.p.m.